# Kapliczna Góra
Kapliczna Góra (również Święconka, niem. Kapellenberg) – wzgórze w polskiej części Gór Opawskich, w Sudetach Wschodnich, o wysokości 320 m n.p.m. Położone na południu Prudnika, w Lesie Prudnickim, na zachód od Lipna, na skraju masywu Długoty. Należy do Korony Parku Krajobrazowego Góry Opawskie.

## Nazwa

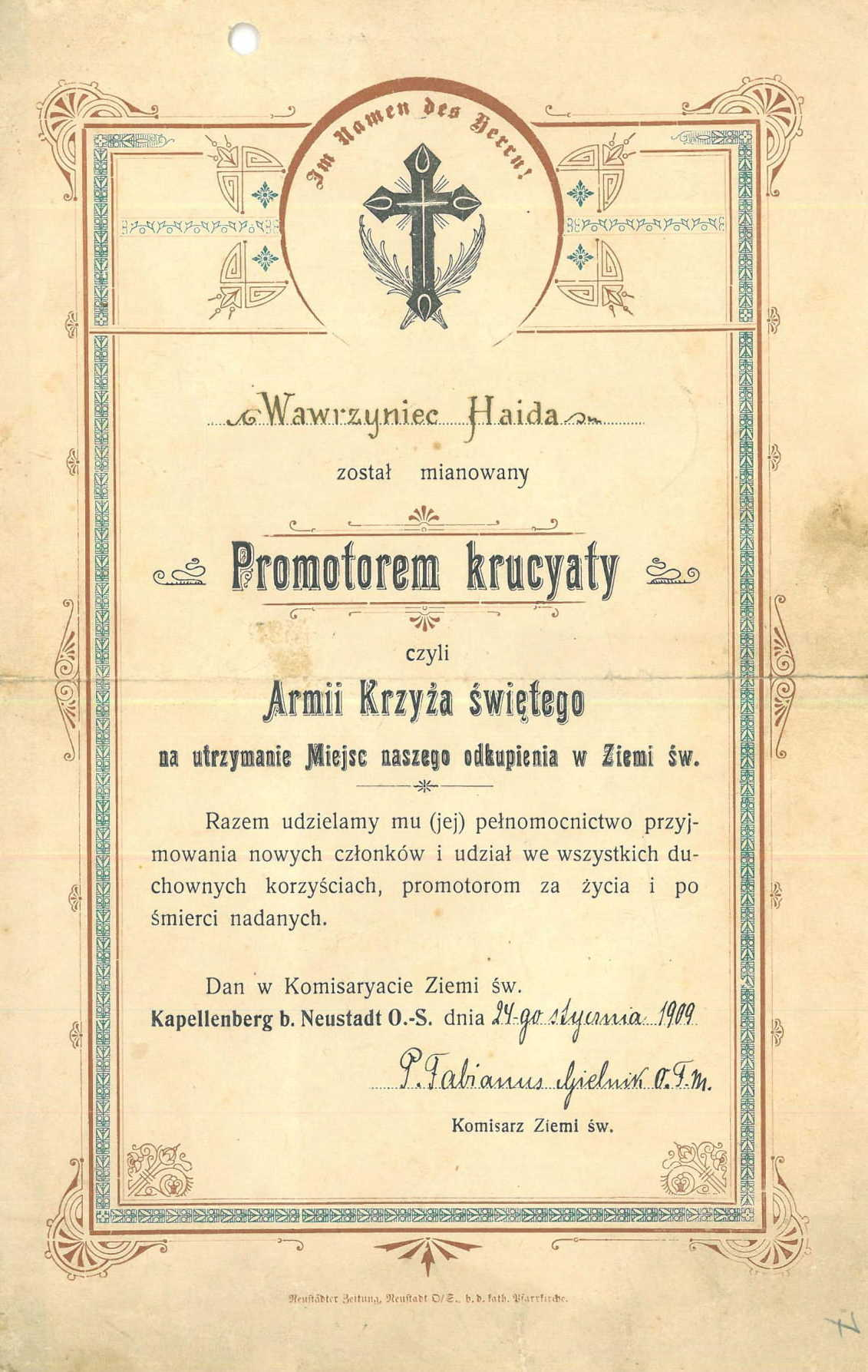
Dokument w języku polskim wystawiony w 1909 w Prudniku z niemiecką nazwą góry Kapellenberg

Pierwotną niemiecką nazwą góry było Kappelsberge, czyli Góra Kappela. Nazwa ta wywodziła się od nazwiska ówczesnego właściciela tych okolic. Następnie wzniesienie otrzymało nazwę Kapellenberg, pochodzącą od murowanej kaplicy, którą zbudowano na szczycie w XVIII wieku. Obecna nazwa – Kapliczna Góra – jest dokładnym tłumaczeniem niemieckiej nazwy. Po II wojnie światowej wzgórze nazywane było również Świętoszką. Ze względu na pozostałości po sanktuarium, góra potocznie nazywana jest przez miejscową ludność „zburzony klasztorek” lub „stary klasztorek”.

## Geografia
Wzgórze położone jest w północno-wschodniej części Gór Opawskich, na północnej ich krawędzi, na obszarze Parku Krajobrazowego Góry Opawskie, w odległości ok. 2,5 km na południowy zachód od centrum Prudnika.
Jest to niewielkie kopulaste wzniesienie, pierwsze wzgórze Gór Opawskich od strony Prudnika. Wznosi się w końcowym odcinku bocznego grzbietu odchodzącego od głównego pasma Gór Opawskich w kierunku północnym. Wzniesienie charakteryzuje się regularną rzeźbą i ukształtowaniem oraz łagodnymi zboczami i mało wyrazistym, płaskim szczytem. Wzgórze od strony zachodniej i północno-zachodniej wyraźnie wydziela wykształcona dolina bezimiennego dopływu rzeki Prudnik. Wzniesienie zbudowane ze skał osadowych pochodzenia morskiego, głównie piaskowców, szarogłazów. Zbocza wzniesienia pokrywa niewielka warstwa młodszych osadów z okresu zlodowaceń plejstoceńskich.
Większa część powierzchni wzniesienia łącznie z partią szczytową porośnięta jest lasem. Północno-wschodnie zbocze wzgórza poniżej poziomu 280 m zajmują pola i łąki, które wchodzą w skład Lipna. Północnym zboczem na szczyt prowadzi leśna ścieżka. U północno-wschodniego podnóża wzniesienia, położone jest miasto Prudnik. Położenie wzniesienia oraz kształt czynią wzniesienie rozpoznawalnym w terenie.

## Historia

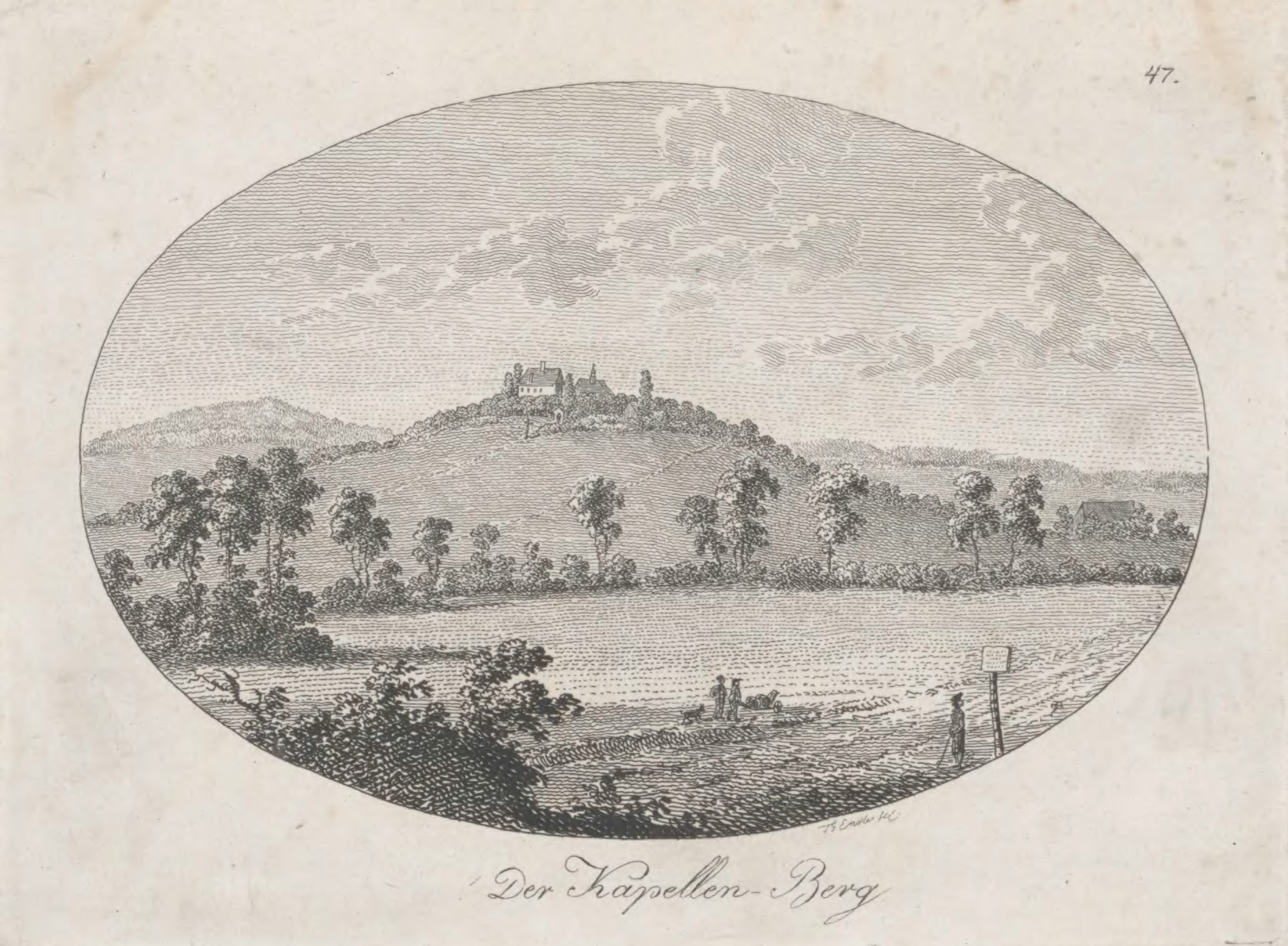
Rysunek Kaplicznej Góry autorstwa F.G. Endlera (1801)

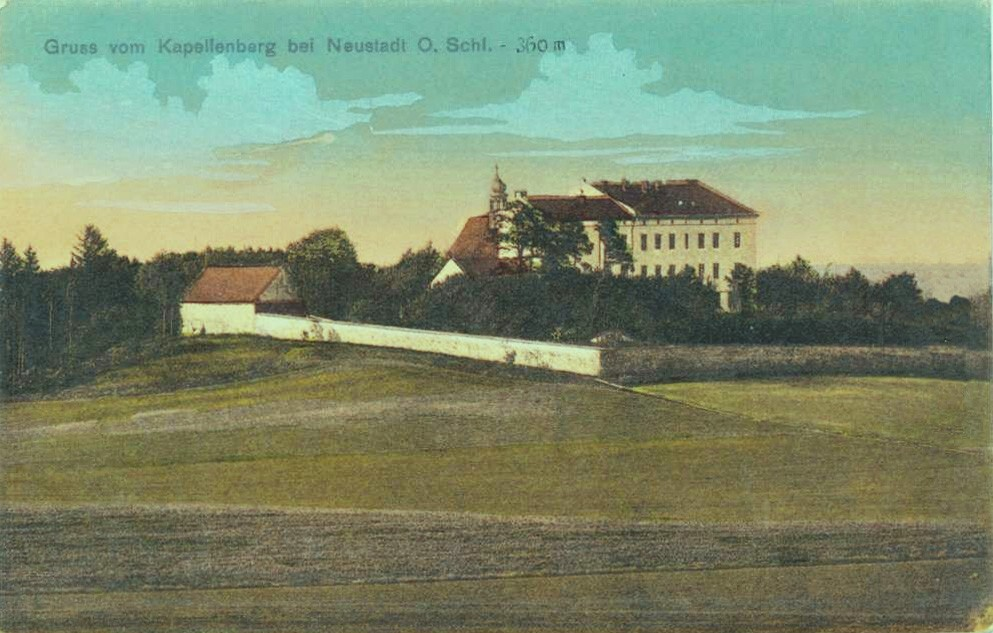
Pocztówka przedstawiająca sanktuarium na Kaplicznej Górze

Pierwsze ślady stałego osadnictwa człowieka na Kaplicznej Górze pochodzą z 1729 roku, kiedy to Adam Rupprich – mieszkaniec Prudnika – po odbyciu pielgrzymki do Rzymu i wstąpieniu w tamtejszej bazylice świętych Kosmy i Damiana do III Zakonu św. Franciszka, po powrocie do Prudnika postanowił zamieszkać na odludziu i zostać pustelnikiem. Jako swoją siedzibę wybrał oddaloną od zabudowań miasta i otoczoną lasem Kapliczną Górę. Wzniesienie należało wówczas do Hoffmanna – właściciela Lipna, który dał Rupprichowi zgodę na osiedlenie się. Rupprich był wspierany przez prudnicki ród Weidingerów. Za wstawiennictwem cesarskiego pocztmistrza Sigismunda Weidingera oraz pisarza zbożowego Friedricha Weidingera, katolicki magistrat zezwolił Rupprichowi na wykorzystanie drewna ze starego kościoła parafialnego pod budowę pustelni na Kaplicznej Górze.
Rupprich spędził samotnie 11 lat na Kaplicznej Górze. Po tym, jak podczas jego nieobecności złodzieje okradli pustelnię, postanowił zamieszkać tu wraz z Jakobem Fistelem. W 1743 rajca miejski Paul Ernst Weidinger sen. przeznaczył na ich utrzymanie 500 guldenów. Pustelnikom zezwolono na odprawianie przynajmniej jednej mszy ofiarnej w miesiącu. W tym celu wzniesiono drewnianą kaplicę, którą poświęcił arcykapłan Georg Vietz. Pierwsze nabożeństwo na Kaplicznej Górze odprawiono w czerwcu 1744. W tym samym roku do Ruppricha i Fistela dołączył trzeci pustelnik – Fidelis, a nadzór nad pustelnią sprawował duchowny świecki Smiskal. Adam Rupprich zmarł w 1749 podczas podróży do Rzymu.

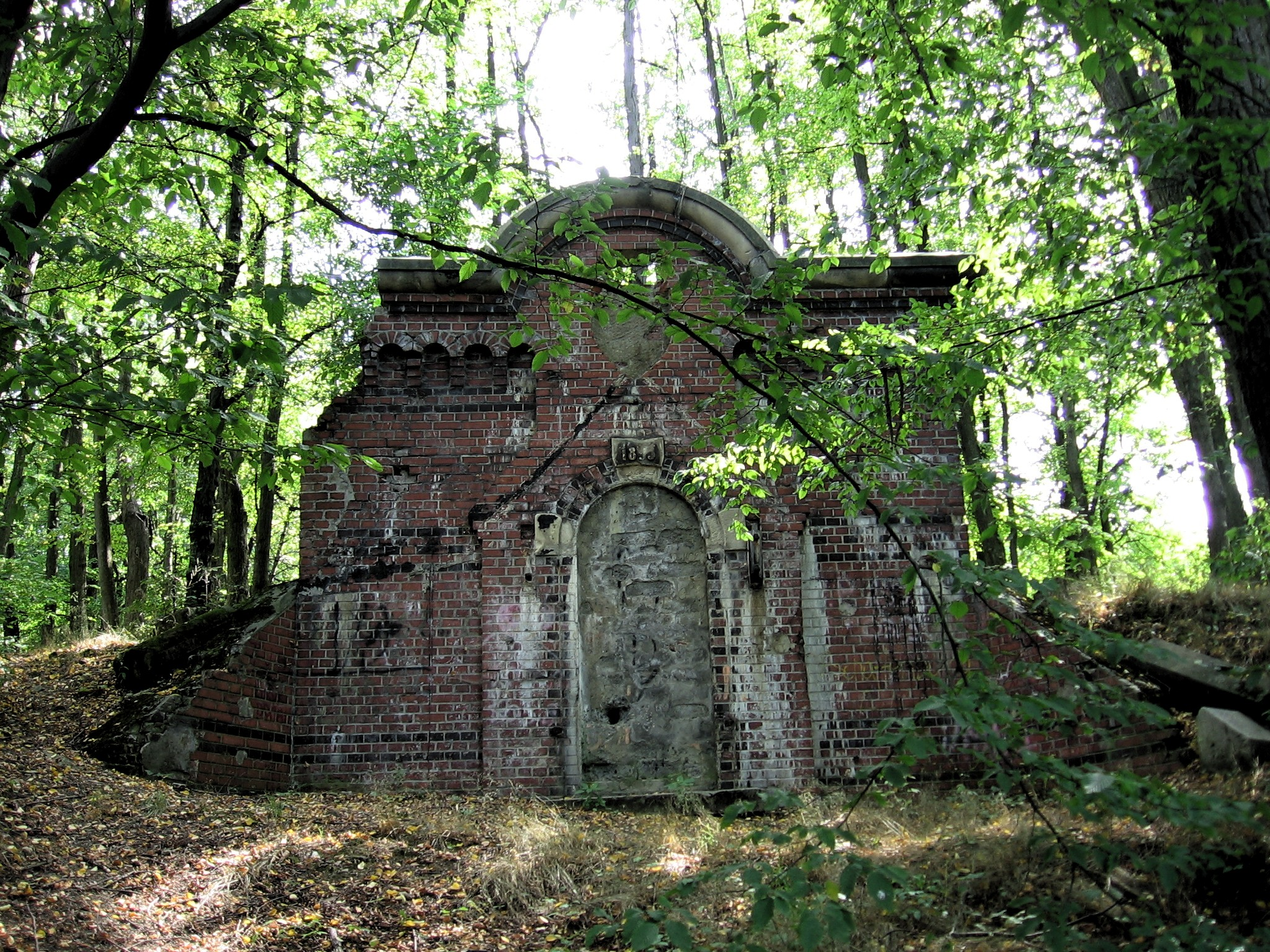
Dawna miejska wieża ciśnień na Kaplicznej Górze

Z inicjatywy Paula Ernsta Weidingera sen., 10 czerwca 1750 położono kamień węgielny pod nową kaplicę, której budowę ukończono we wrześniu 1751. Weidinger zmarł przed zakończeniem budowy, dokończył ją jego syn – Paul Ernst Weidinger jun. Inspektorat nad Kapliczną Górą przejęli kapucyni z klasztoru w Prudniku. Według ustaleń urzędu duchownego, „święte wzniesienie” mógł zamieszkiwać tylko jeden kapucyn jako inspektor. Pierwszymi pustelnikami pod opieką kapucynów byli: Fidelis, Jacobonus z Czech oraz Othmar. Wzgórze zyskiwało religijną popularność wśród wiernych z okolicznych miejscowości. W 1753 postawiono nową, murowaną pustelnię – powstało tu Sanktuarium Matki Bożej Bolesnej, odwiedzane przez okoliczną ludność z Prus i Austrii.
28 lutego 1779 podczas ostrzału Prudnika w czasie wojny o sukcesję bawarską na Kaplicznej Górze stacjonował austriacki batalion i pułk dragonów wraz z działami. W sierpniu tego samego roku przez wzgórze przejeżdżał cesarz Józef II. Po sekularyzacji zakonów, w 1818 na Kaplicznej Górze utworzono zakład poprawczy dla duchownych. Renate Fipper z domu Müller, właścicielka folwarku w Lipnie, sprzedała instytutowi duży ogród, na terenie którego planowano budowę dwupiętrowego domu letniego z galerią oraz dachem w kształcie kopuły jako wieży widokowej (planów nie zrealizowano). Ostatni śląski kapucyn – Bonawentura Menzel, inspektor w domu poprawczym – w 1843 utworzył cmentarz dla mieszkańców Kaplicznej Góry. Jego następca na stanowisku inspektora – Karl Spöttel – wzniósł na wzgórzu nowy, większy dom dla księży w 1862.

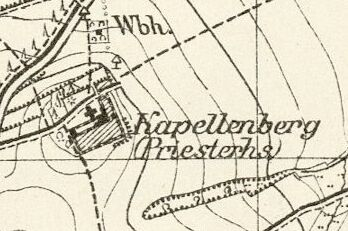
Kapliczna Góra na mapie z 1930

Działaniem franciszkanina Piusa Bocka, w latach 1888–1892 na północnym i wschodnim zboczu góry zbudowano 14 stacji drogi krzyżowej. Powstała także „grota lurdzka” po południowo-zachodniej stronie wzgórze. W 1893 na zboczu góry wybudowano ceglaną wieżę ciśnień przyozdobioną herbem Prudnika, a na szczycie wybudowano budynek wodociągowy, posiadający pokaźnych rozmiarów zbiornik wodny. Na początku XX wieku dokonano znaczącej rewitalizacji kościoła, domu dla księży, kapliczki oliwnej, groty lurdzkiej oraz drogi krzyżowej. W czasie walk o Prudnik wiosną 1945 roku na Kaplicznej Górze przed żołnierzami Armii Czerwonej bronił się Wehrmacht, oddziały Volksstrumu, Hitlerjugend i żandarmeria. Sanktuarium zostało częściowo zniszczone przez ostrzały artyleryjskie. W okresie PRL-u większość pozostałości zabudowań na Kaplicznej Górze zniszczono. Jeszcze na początku lat 90. stała tu ostatnia kapliczka, którą potem przewrócono. W ostatnich latach XX wieku na szczyt wzgórza zwieziono gruz i ziemię, podwyższając wysokość góry i zasypując fragmenty ruin klasztoru.

Pozostałości po sanktuarium Matki Bożej Bolesnej na Kaplicznej Górze
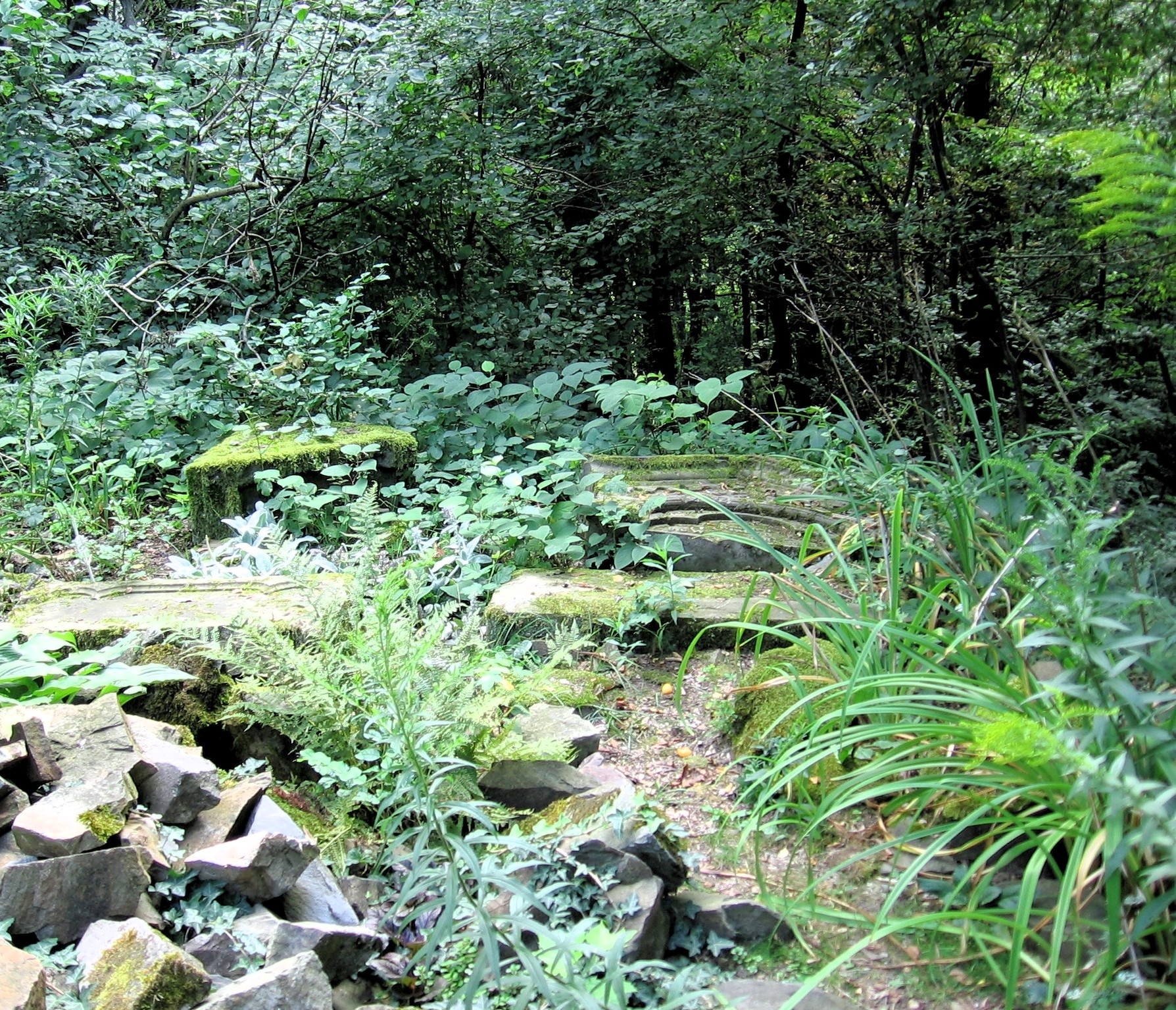
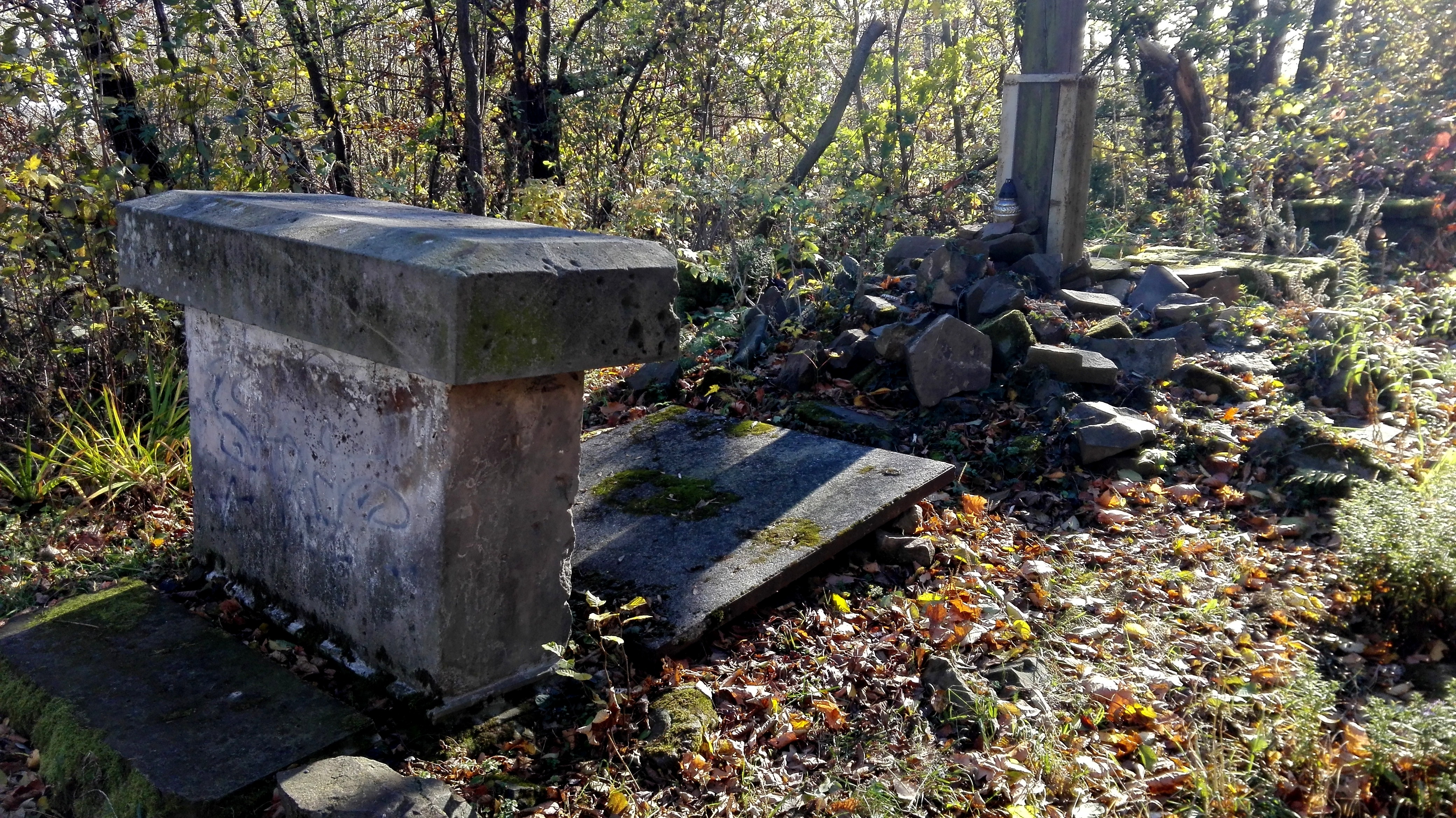
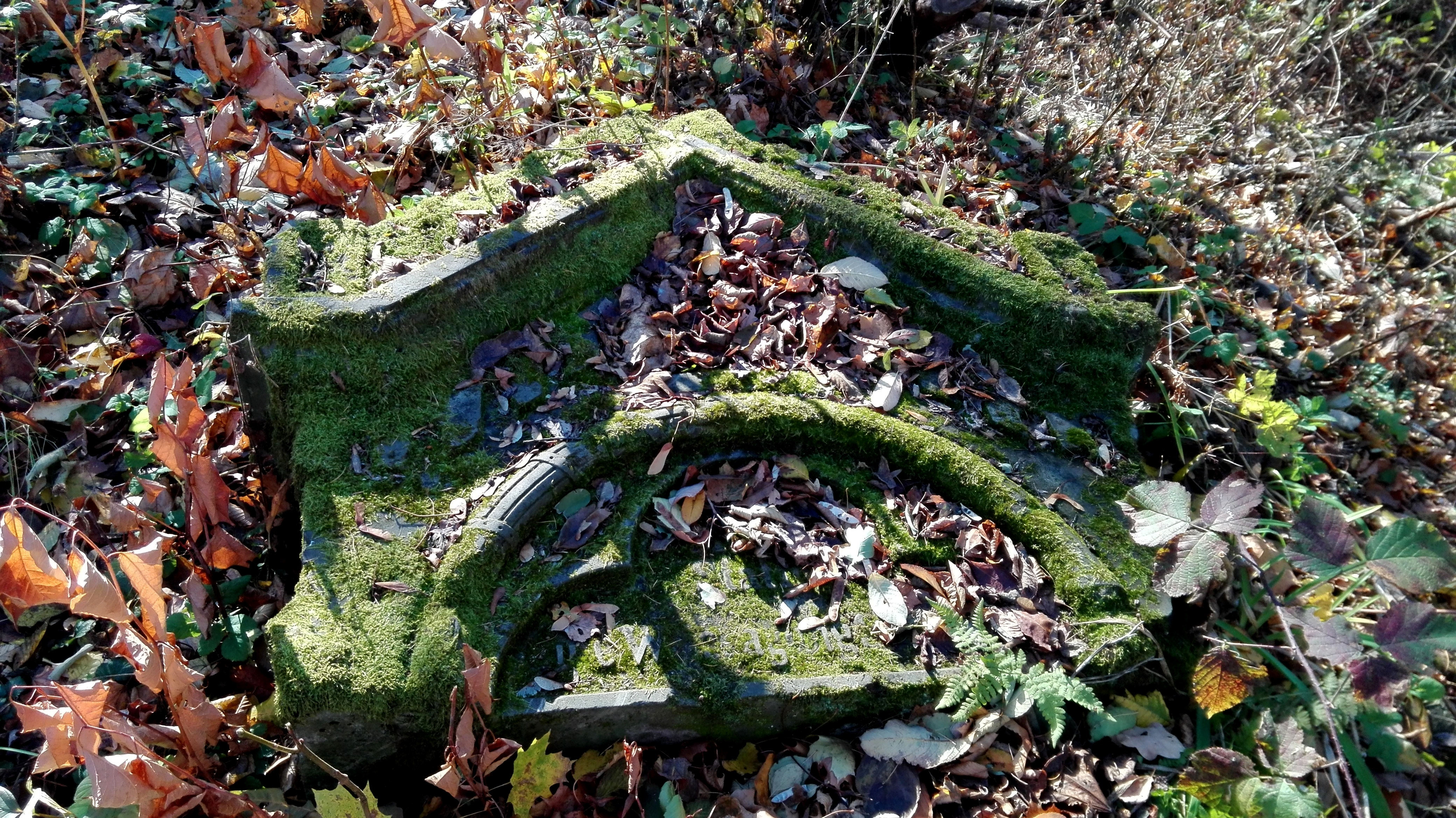
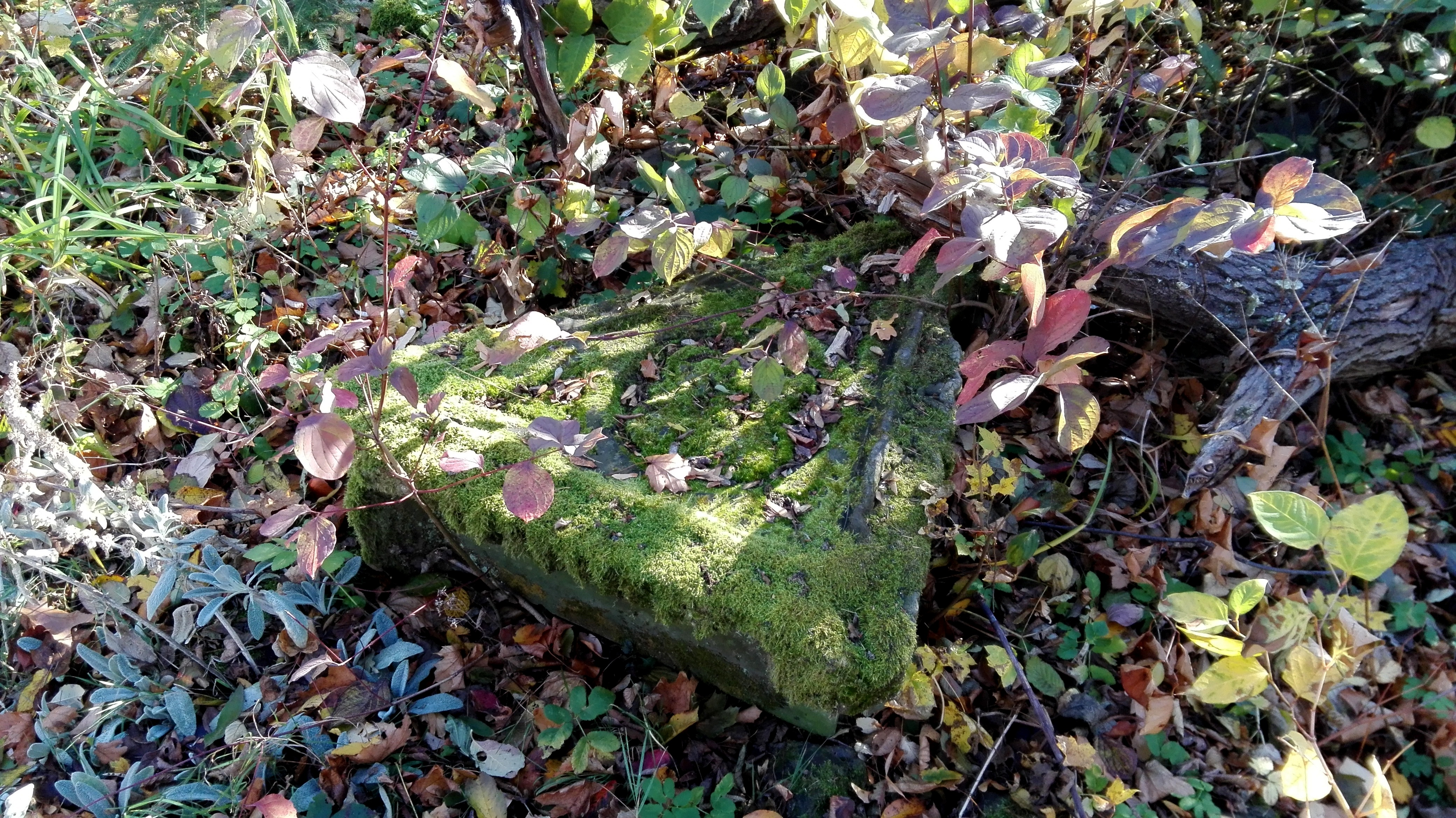
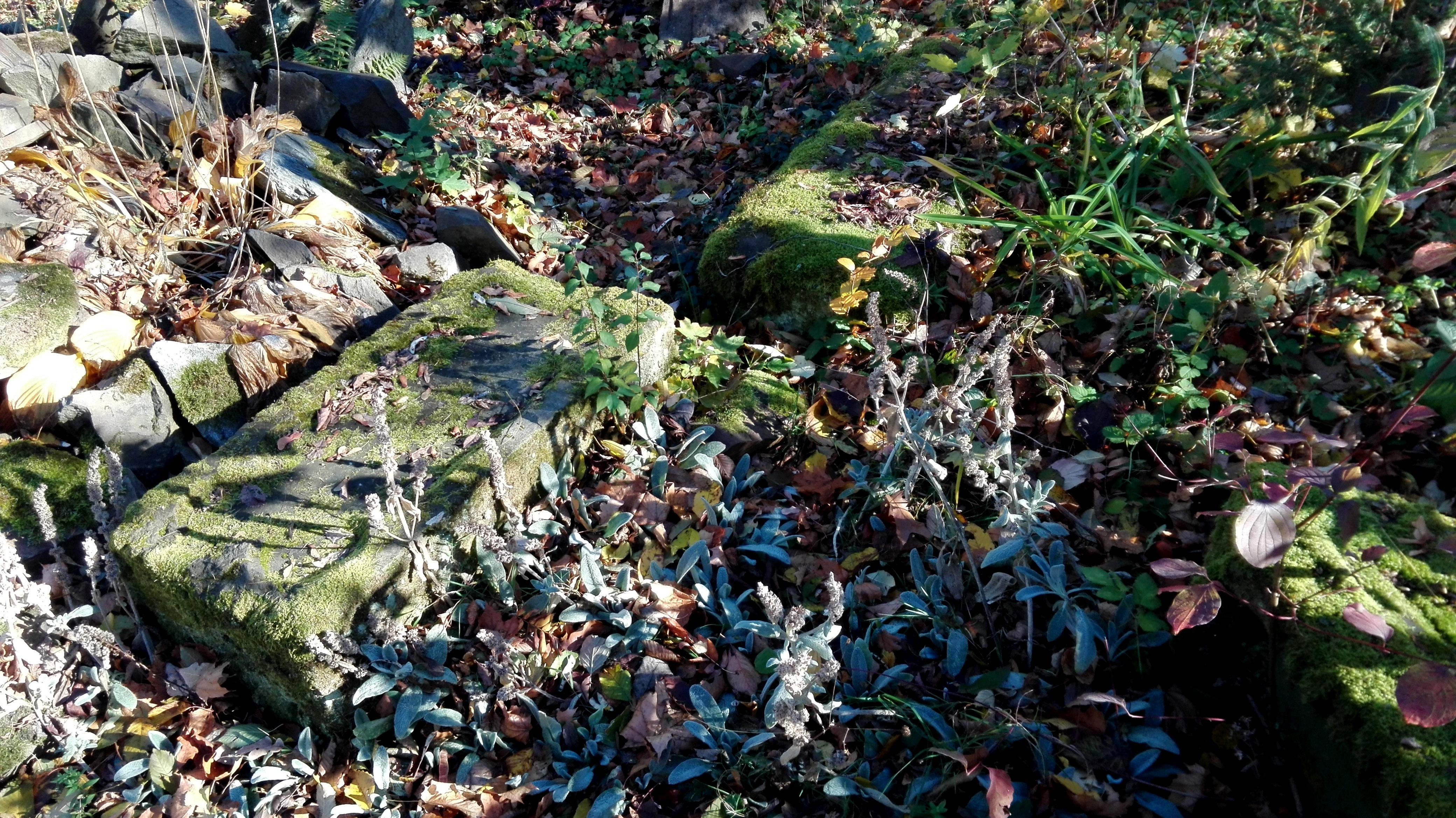
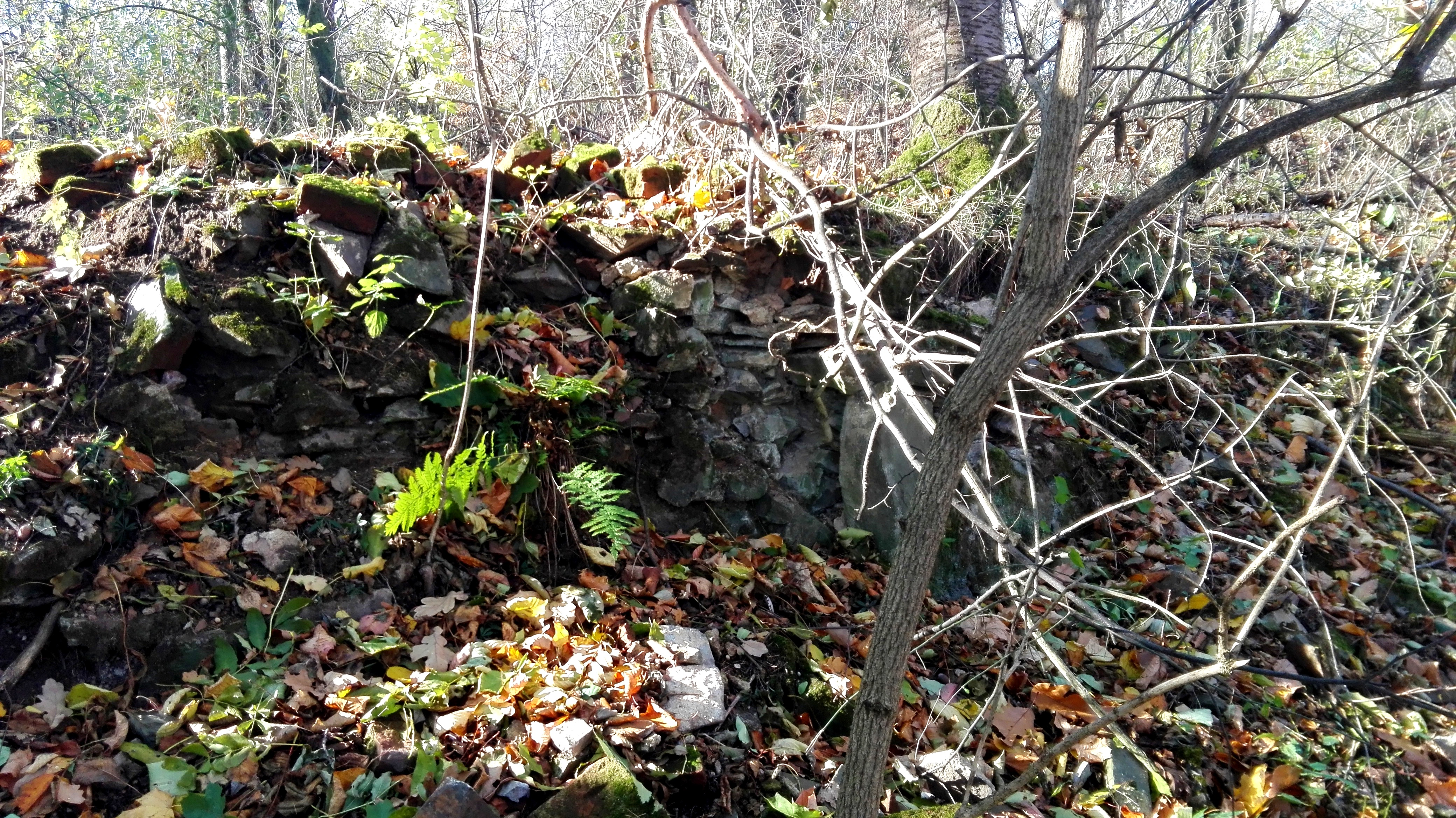
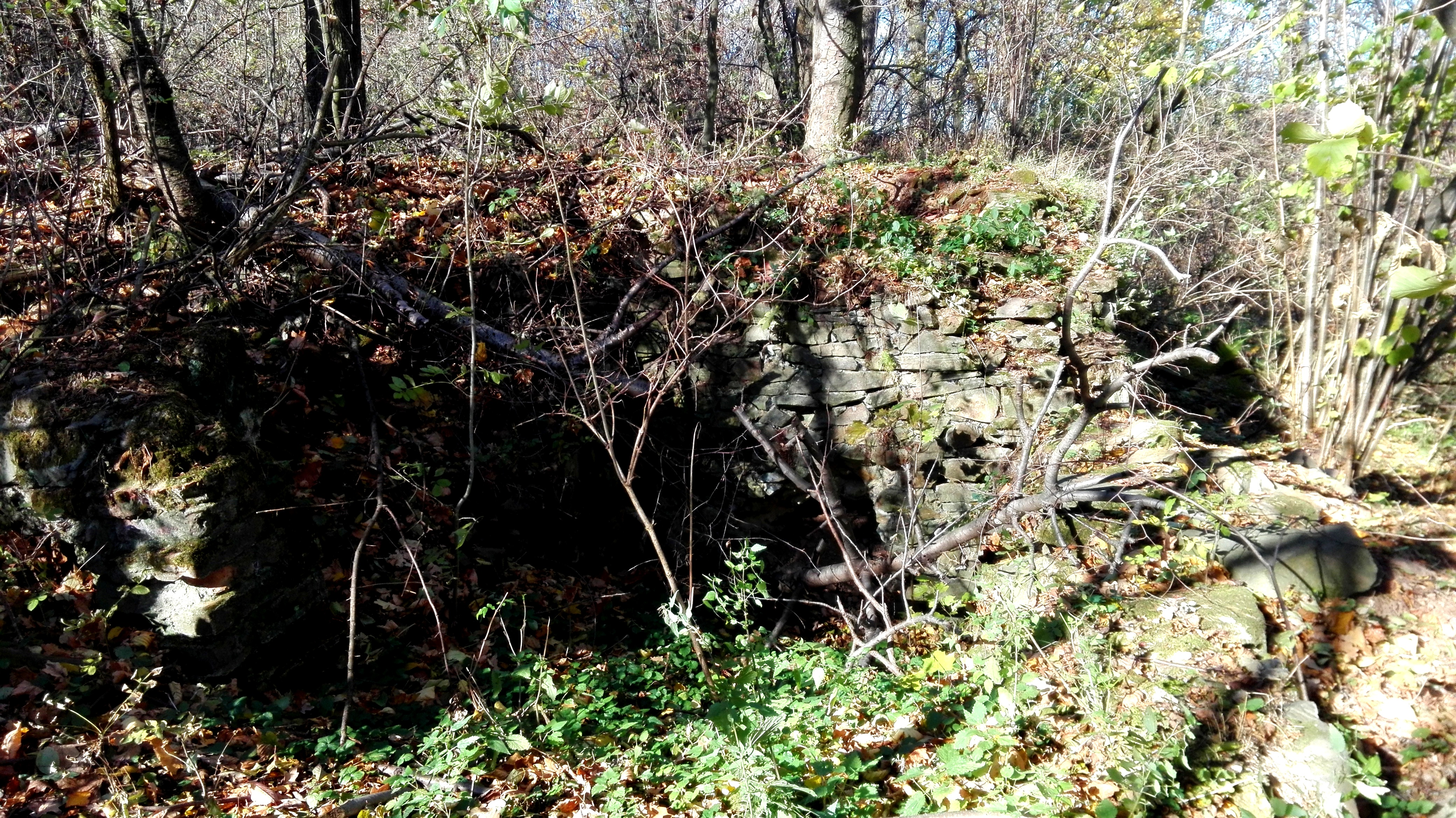

## Turystyka

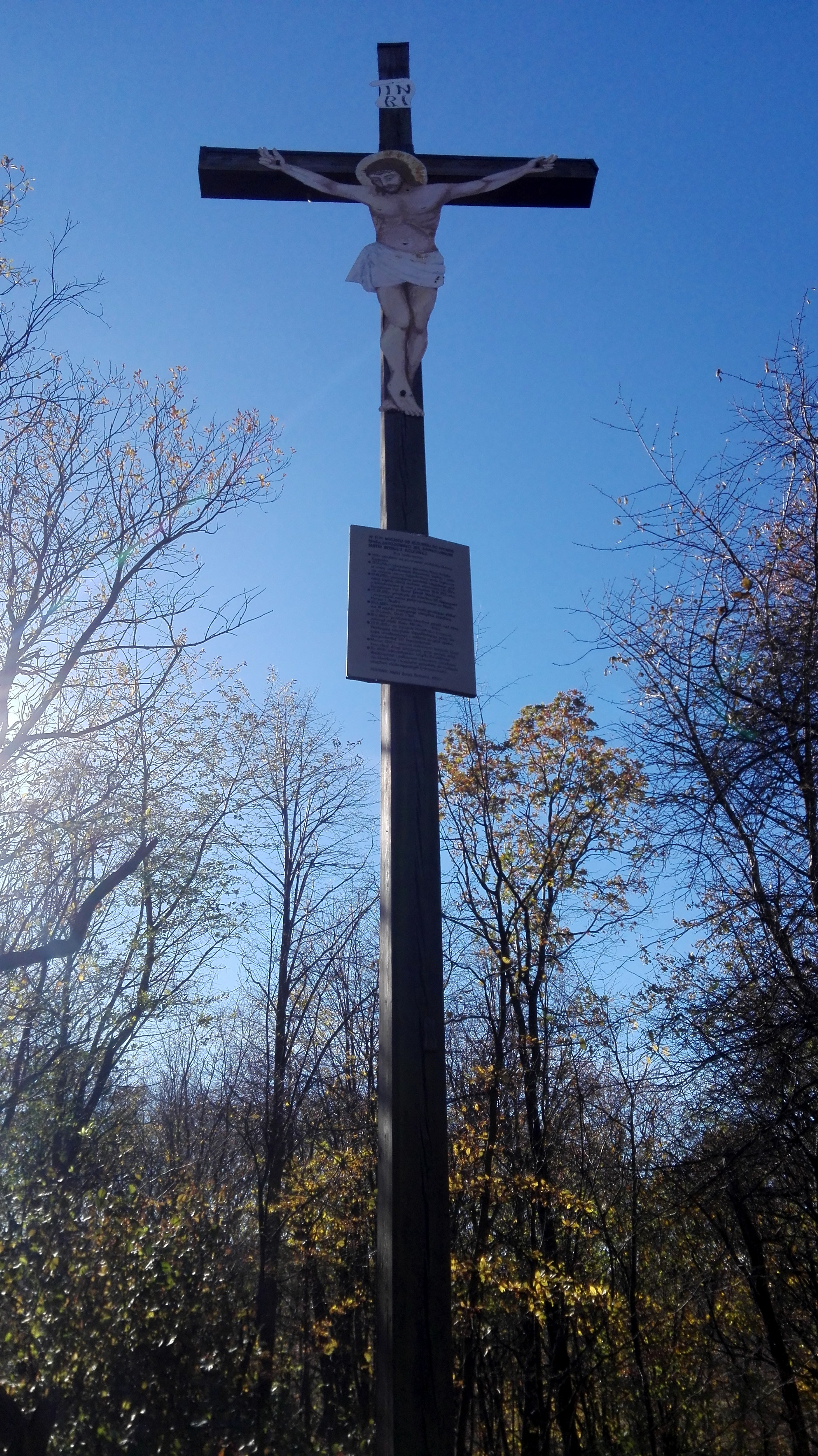
Pamiątkowy krzyż na szczycie

Atrakcją Kaplicznej Góry jest grupa kilkusetletnich drzew położona w sąsiedztwie pierwszych zabudowań Prudnika. Na obszarze wzniesienia można znaleźć resztki murów budynków i dawnych kapliczek. Ruiny pustelni, sanktuarium i miejsca odosobnienia księży stanowią jedną z atrakcji dla osób zwiedzających Prudnik i okolice. Z inicjatywy dominikanina Edwarda Olecha oraz ks. Zygmunta Nabzdyka, w 1992 szczycie Kaplicznej Góry postawiono pamiątkowy krzyż z tablicą przedstawiającą historię sanktuarium.

### Szlaki turystyczne
W rejonie Kaplicznej Góry przebiega szlak turystyczny:
- Szlak Historyczny Lasów Królewskiego Miasta Prudnik (17,5 km): Park Miejski w Prudniku – stare dęby w Prudniku – Kapliczna Góra – Kobylica – Dębowiec – rozdroże pod Trzebiną – sanktuarium św. Józefa – Kozia Góra – Prudnik–Lipy – Park Miejski w Prudniku